# Лозоватка (Новопражская поселковая община)
Лозоватка (укр. Лозуватка) — село в Новопражской поселковой общине Александрийского района Кировоградской области Украины.
Население по переписи 2001 года составляло 324 человека. Почтовый индекс — 28042. Телефонный код — 5235. Код КОАТУУ — 3520355403.